# مسجد نور اليقين
مسجد نور اليقين هو واحد من أقدم المساجد في إندونيسيا، وتقع في بلدة اير بانجيس، والتي تتبع إداريا مدينة بيراماس غرب سومطرة، تم تسجيل مسجد نور اليقين كأقدم مسجد في غرب مدينة باسمان .

## البناء
بني المسجد بمبادرة من هـ عبد العزيز عن عام 1860، حيث لعبت مسجد نور يقين دور في انتشار الإسلام في بلدة اير بانجيس، وأصبح محرك تطوير وبناء المساجد الأخرى في بلدة اير بانجيس، وبعد الانتهاء من بناء المسجد الكبير بلدة اير بانجيس في عام 1930 توقف النشاط في المسجد لبعض الوقت، ولكن سرعان ما تجدد النشاط مرة أخرى ولم ينقطع حتى اليوم، الآن يستخدم المسجد كمكان للأنشطة الدينية للمسلمين، ويستخدم أيضا لبعض الأنشطة الدينية الأخرى .

## التاريخ
دخل الإسلام المنطقة باسمان من خلال بلدة اير بانجيس عن طريق التجارة كان ذلك في عام 1842، وتنامي انتشار الإسلام بسرعة وذلك من قبل بعض السكان المحليين الذين عادوا من الدراسة في مكة المكرمة، وتبع ذلك إنشاء مسجد قريب من بلدة اير بانجيس، بني المسجد الأصلي في مساحة قياسها 11 متر في 25 متر، مع جدران مصنوعة من الخشب وسقف مصنوع من ألياف النخيل، وكان المنبر مصنوع من الخشب، ثم قرر المجتمع المحلي بناء مسجد جديد ليس بعيدا جدا من مسجد نور يقين، والمعروف باسم مسجد اير بانجيس الكبير، وبعد أن اكتمل البناء في عام 1930 نقل منبر مسجد نور يقين إلى اير بانجيس الكبير في حفل كبير وطافوا بالمنبر حول القرية، ونتيجة لذلك تم إيقاف جميع أشكال الأنشطة والفعاليات في مسجد نور يقين، ولكن تم أعادت الأنشطة في المسجد بعد وقت قصير، وكان مسجد نور اليقين قدم تعرض لترميمات ثقيلة، ففي عام 1969 المسجد الذي بني أصلا من الخشب رمم واستبدل بمبني دائم، في حين تم استبدال السقف بزنك وقبة مجهزة، وبحلول نهاية عام 2011 تمت تحديثات عديدة على المسجد.